# Rudolf Drost

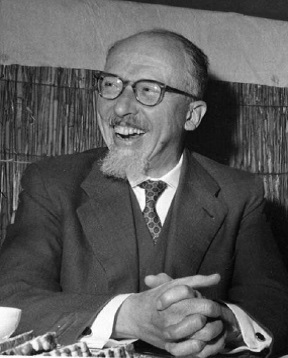
Rudolf Drost (1950er Jahre)

Rudolf Karl Theodor Drost (* 19. August 1892 in Oldenburg; † 3. Dezember 1971 in Wilhelmshaven) war ein deutscher Ornithologe.

## Leben
Rudolf Drost war das einzige Kind von Dr. phil. Karl Drost, Zoologe und Oberlehrer an der Städtischen Oberrealschule zu Oldenburg (heute: Herbartgymnasium), und dessen Frau Clara geborene Fetköter. Das Elternpaar stammte aus Jever, wohin Frau Clara Drost nach dem frühen Tod ihres Mannes mit ihrem erst eineinhalb Jahre alten Sohn zurückkehrte. Hier besuchte Rudolf Drost zunächst die Volksschule und dann das Mariengymnasium. Nach dem Abitur im Jahre 1912 studierte er in Tübingen und Göttingen, wo er 1923 promovierte. Seit dem Wintersemester 1912/13 war er Mitglied der Burschenschaft Germania Tübingen. 1924 wurde er Kustos der Staatlichen Biologischen Anstalt auf Helgoland, 1926 Leiter der Vogelwarte Helgoland, 1932 Professor. Nach den Kriegszerstörungen auf Helgoland gelang es ihm im September mit Hilfe der britischen Besatzungstruppen, das bombensicher eingelagerte Institutsmaterial (Vogelsammlung, Bibliothek, Unterlagen der Wiederfunde beringter Vögel usw.) zum Festland zu bringen. Im Gegensatz zum ehemals zuständigen Schleswig-Holstein erklärte sich die damalige Provinz Hannover mit Verfügung vom Januar 1946 zur Aufnahme des Instituts mit Sitz in Wilhelmshaven bereit. Heutiger Name: Institut für Vogelforschung „Vogelwarte Helgoland“.
Verheiratet war Rudolf Drost mit Ellen Dorothea geborene Scheit, mit der er drei Töchter und einen Sohn hatte.
Drost veröffentlichte zahlreiche Arbeiten aus dem Gebiet der Vogelzugforschung und war Herausgeber der Zeitschriften „Der Vogelzug“ (seit 1930) und „Vogelwarte“.